# Perpetuum mobile

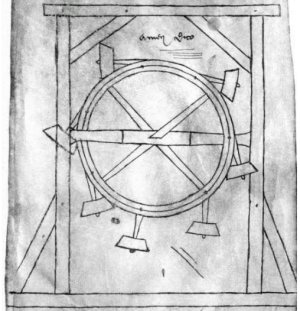
Perpetuum mobile Villarda de Honnecourta (kolem roku 1230)

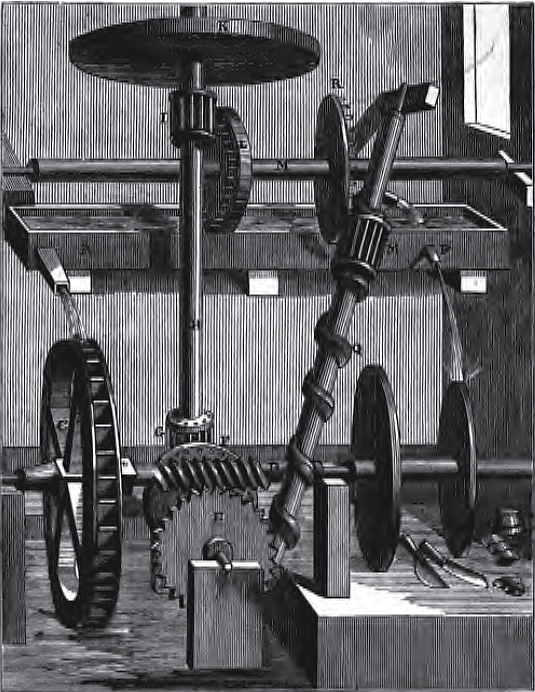
Perpetuum mobile poháněné vodou přečerpávanou Archimédovým šroubem (Georg A. Böckler, 1660)

Perpetuum mobile (latinsky „trvale pohyblivé, stále se pohybující“, výslovnost [perpetuum móbile]) je stroj, který vykonává práci bez vnějšího zdroje energie. Jediná dodaná energie je počáteční impuls, který by stroj uvedl do činnosti. Latinský překlad názvu zní doslova „věčně v pohybu“, což má historické důvody a vystihuje to skutečnost, že by izolovaný stroj měl v prostředí s třením vydržet ve věčném pohybu. Takový stroj nemůže existovat, neboť by byl v rozporu s prvním nebo s druhým termodynamickým zákonem. Z teoretického hlediska perpetuum mobile také vzniká, když účinnost stroje přesahuje 100 %, tj. když je odebíraný výkon větší než příkon. Zlaté pravidlo mechaniky: Nelze sestrojit stroj, periodicky pracující, který by z jednoho energetického zdroje energii využíval a do téhož zásobníku by energii vracel.

## Kritéria a porušení zákona
Podle toho, který z termodynamických zákonů by byl existencí konkrétního stroje porušen, se perpetua mobile rozdělují do dvou základních kategorií: perpetuum mobile prvního druhu a perpetuum mobile druhého druhu.

### Perpetuum mobile prvního druhu
První věta termodynamická je zákon o zachování energie. A proto perpetuum mobile prvního druhu produkuje nejméně tolik energie, kolik sám spotřebuje. Jakmile je jednou stroj spuštěn, může pracovat neomezeně dlouhou dobu, což znamená porušení zákona o zachování energie. Historické návrhy takových strojů často spočívaly v nedůsledném rozmyšlení rozložení sil v klasické mechanice. Jiné návrhy z této skupiny používají magnety jako nevyčerpatelný zdroj energie a vyhýbají se vzájemnému dotyku jednotlivých pohyblivých částí. Takové stroje často dokáží pracovat velmi dlouho. Problém je v tom, že ve skutečnosti nejsou schopny poskytnout žádnou skutečnou mechanickou práci k pohonu nějakého vnějšího zařízení.

### Perpetuum mobile druhého druhu
Druhá věta termodynamická má několik formulací, např. že teplo se šíří vždy ve směru od teplejší ke studenější části, nebo že je-li systém izolovaný, jeho entropie se buď zvětšuje nebo zůstává stejná. Perpetuum mobile druhého druhu je pak takový stroj, který přeměňuje teplo bez jakýchkoli ztrát a bez jakékoli dodané práce na jiný typ energie, aniž by přitom porušil zákon zachování energie. Takový stroj by musel porušovat druhou větu termodynamickou, protože nutně snižuje entropii daného systému, aniž by ji jinde zvyšoval (zadarmo neomezeně odčerpává ze systému teplo).

## Zdánlivá perpetua mobile
Stroje, které se jeví jako perpetuum mobile a přitom neporušují žádný z termodynamických zákonů, ve skutečnosti využívají neobvyklé zdroje energie. Jsou to tedy perpetua mobile pouze zdánlivě. Například je možné vyrobit hodiny nebo jiný stroj s malou spotřebou energie, který ke svému chodu bude využívat malých rozdílů teplot nebo tlaku mezi dnem a nocí. Takový stroj tedy má k dispozici neobvyklý zdroj energie, jeho použití je ale velmi omezené.
Známá hračka houpací čáp není perpetuum mobile, ale de facto termodynamický stroj. Tělo čápa je tvořeno skleněnou trubicí, na obou koncích spojenou se dvěma baňkami. Ve spodní baňce dosahuje trubice téměř až ke dnu. Horní baňka (hlava čápa) je spojena s dutým kuželovitým výčnělkem (zobákem čápa), jehož vnější povrch je upraven tak, aby byl smáčivý vodou. Spodní baňka je naplněna nějakou těkavou kapalinou, např. etherem nebo dichlormethanem. Zbylý prostor uvnitř čápa vyplňují páry této kapaliny a celý čáp je hermeticky uzavřen. Zhruba v místě těžiště se nachází příčná osa a celá soustava je uchycena tak, aby se kolem ní mohla otáčet. V místech, kam dosahuje zobák sklopeného čápa, je umístěna nádobka s vodou.
Je-li zobák suchý, má celý čáp stejnou teplotu, a tedy i tlak par kapaliny je ve všech místech uvnitř čápa stejný. To se však změní, smočí-li se zobák ve vodě. Vlivem jejího odpařování (urychleného navíc kývavými pohyby) dochází k ochlazování zobáku i hlavy čápa, a tím i k poklesu tlaku par kapaliny v těchto částech. To vede k nasávání kapaliny ze spodní baňky vzhůru do trubice. Těžiště celé soustavy čápa se v důsledku toho mění - posouvá se směrem k hlavě. Když dosáhne kritické meze, sklopí se čáp natolik, že ústí trubice ve spodní baňce vystoupí nad hladinu kapaliny. Tím pádem kapalina, která byla prve nasáta do trubice, odteče ihned zpět a tlaky se vyrovnají. Těžiště se rovněž vrátí do původního stavu. Zároveň se zobák čápa smočí v nádobce s vodou, čáp se zdvihne a celý proces se opakuje.

## Zajímavosti
Podle patentového zákona Spojených států amerických je vynález patentovatelný jenom tehdy, pokud je funkční. U perpetua mobile se předpokládá nefunkčnost a patentový úřad proto odmítá takové vynálezy patentovat, pokud neprokáží funkčnost při formálním přezkoušení.